# Caen
Caen  [kɑ̃] je město v Normandii na severozápadě Francie, historické středisko Normandského vévodství v departementu Calvados. Žije zde přibližně 108 tisíc obyvatel. 

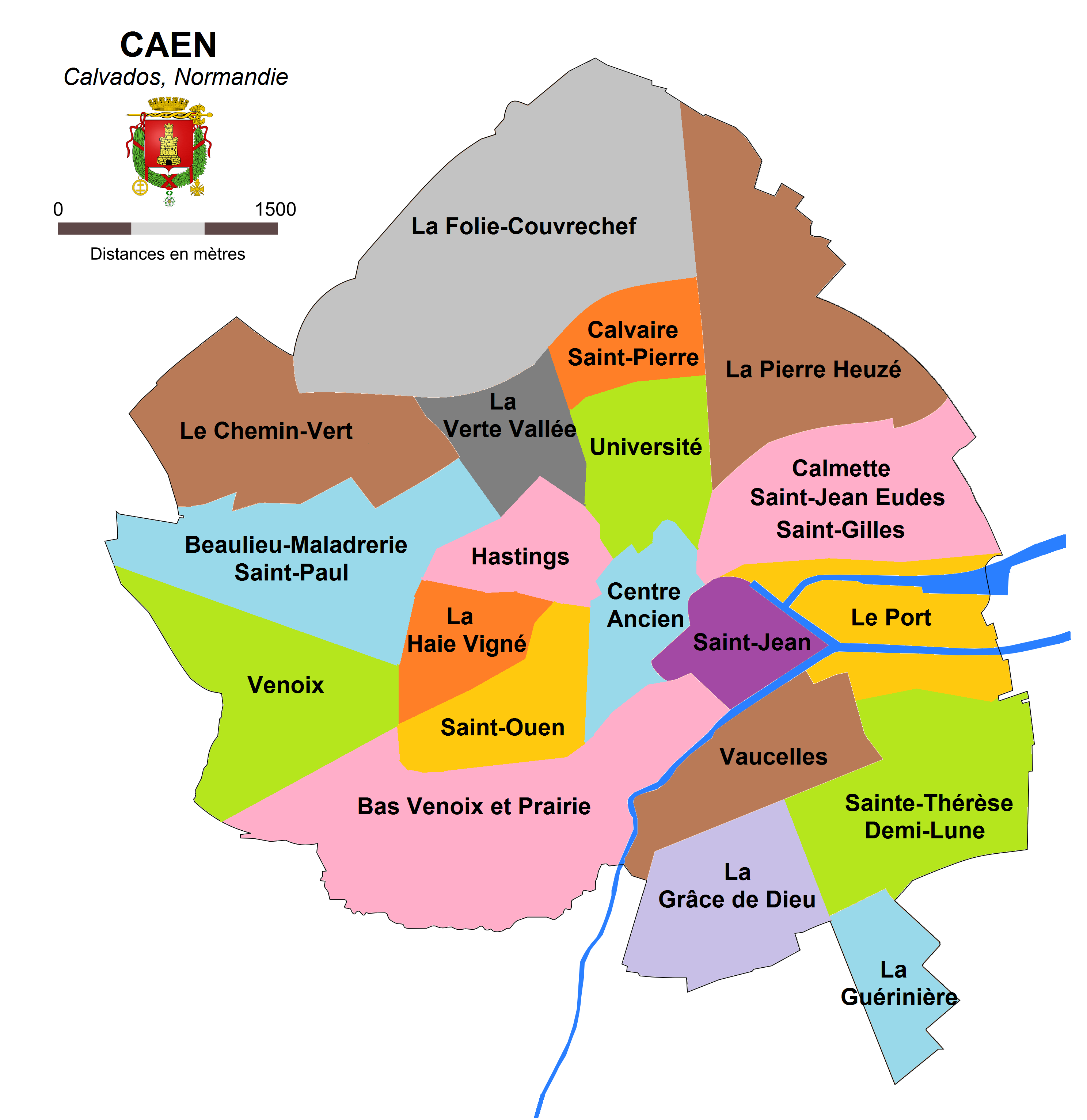
Městské čtvrti

Město leží na řece Orne asi 200 km severozápadně od Paříž. Blízké území Normandského Švýcarska připomíná českou pahorkatinu, řeka Orne vytváří romantické soutěsky. 
Město je pozoruhodné zejména stavbami, které zde v 11. století dal založit jeho zakladatel, Vilém I. Dobyvatel, především Caenský hrad, který patří zastavěnou plochou mezi největší v západní Evropě. Mužský klášter benediktinů s hrobem Viléma Dobyvatele ("Abbey des hommes") a ženský klášter ("Abbey des dammes") s hrobem jeho manželky, Markéty Flanderské se dochovaly v přestavěné podobě. Budovy opatství jsou v současnosti sídly magistrátu, respektive regionální rady, ale mužský konvent zůstal z části přístupný veřejnosti.
V severozápadní blízkosti města, na čtyřech mořských plážích proběhlo za 2. světové války (6. června 1944) vylodění spojeneckých vojsk do bitvy o Normandii, následně také bitva o Caen. Původní plány počítaly s obsazením Caen do tří dnů, místo toho se o město bojovalo 34 dnů a město bylo z velké části německými bombami zničeno. Historii vylodění v Normandii připomíná Muzeum míru, válečné historii města je věnována velká část expozice v mužském klášteře a vojenský hřbitov.

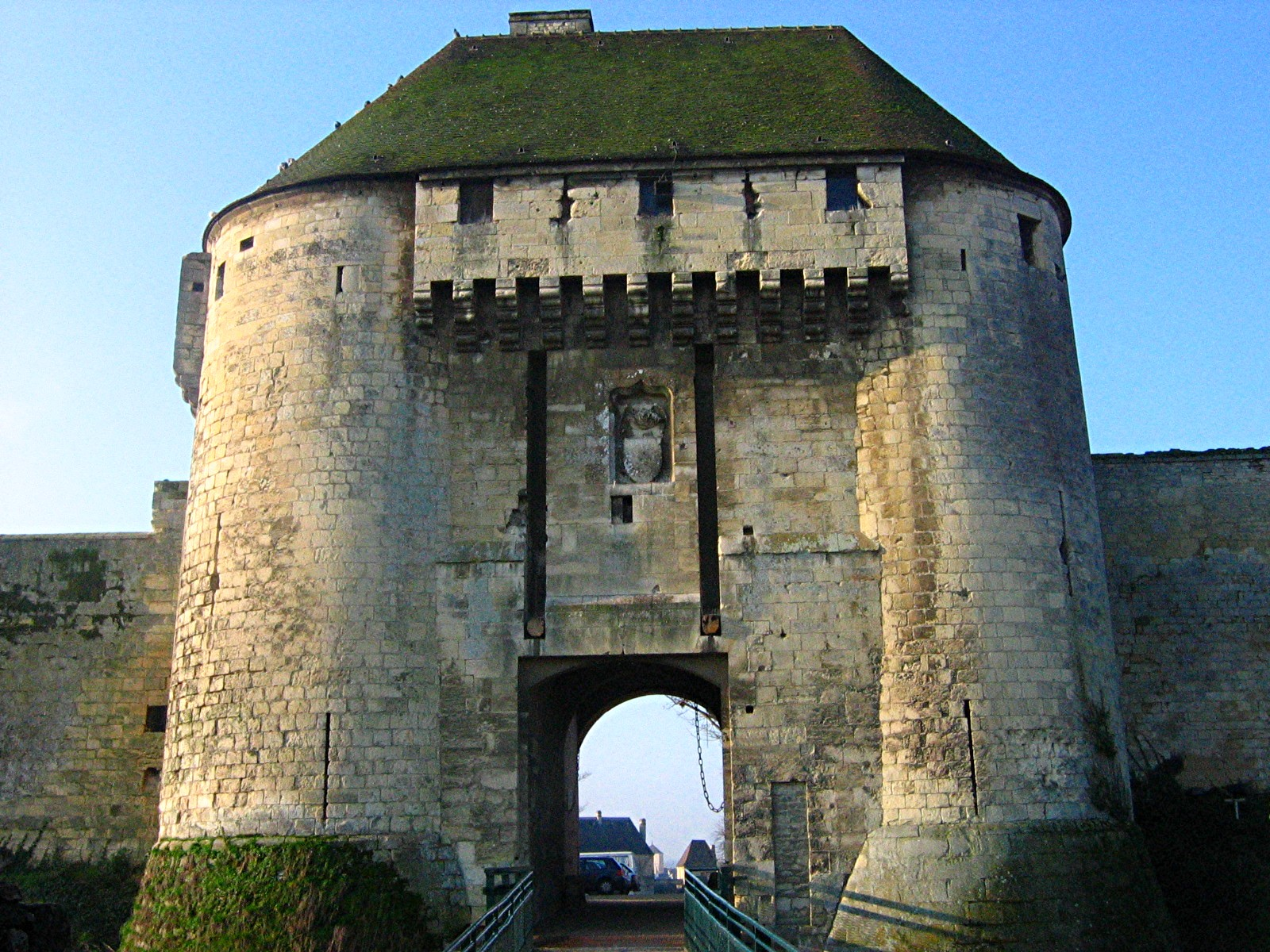
Vstupní brána hradu

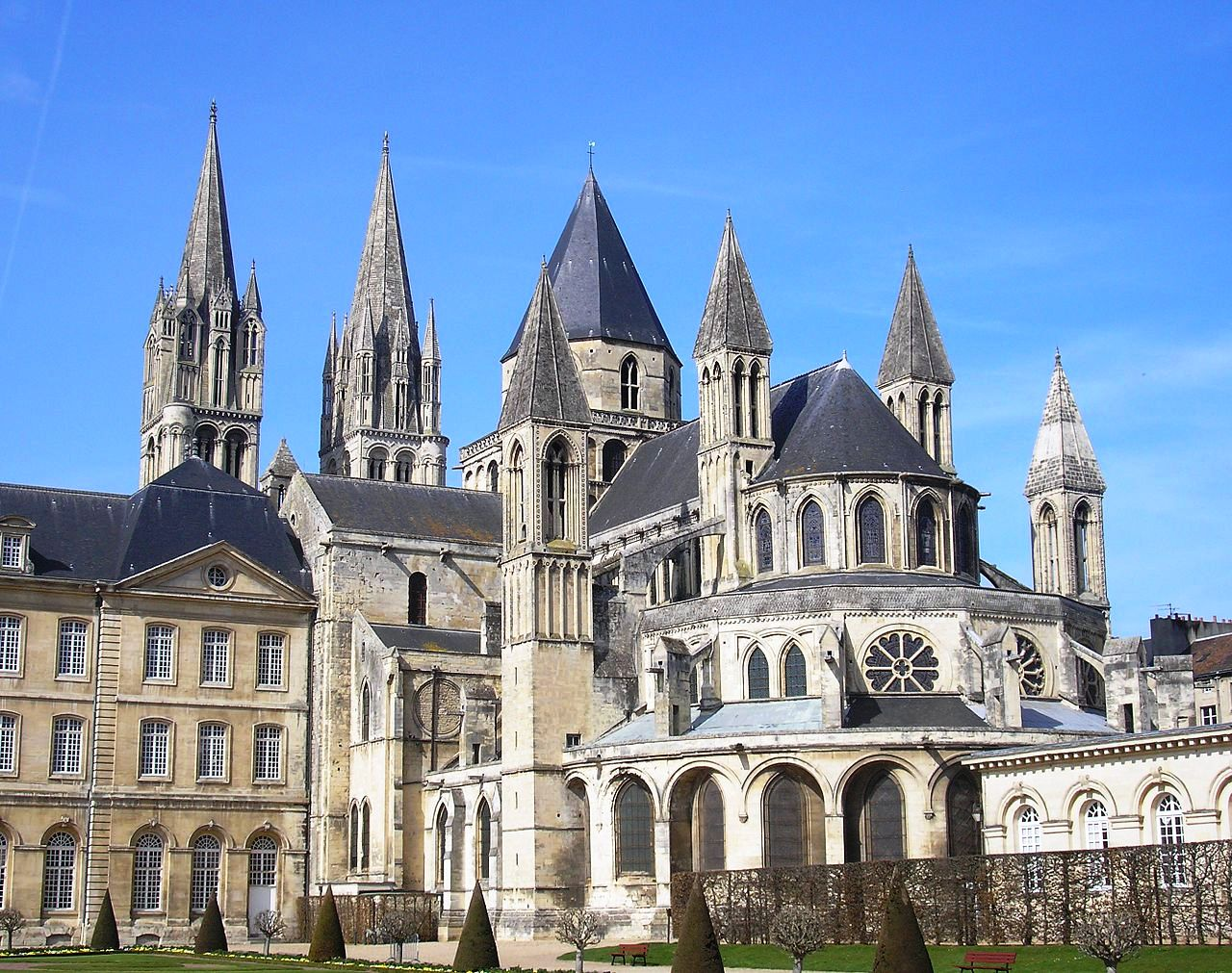
Svatoštěpánské opatství (Abbaye aux hommes), závěr kostela

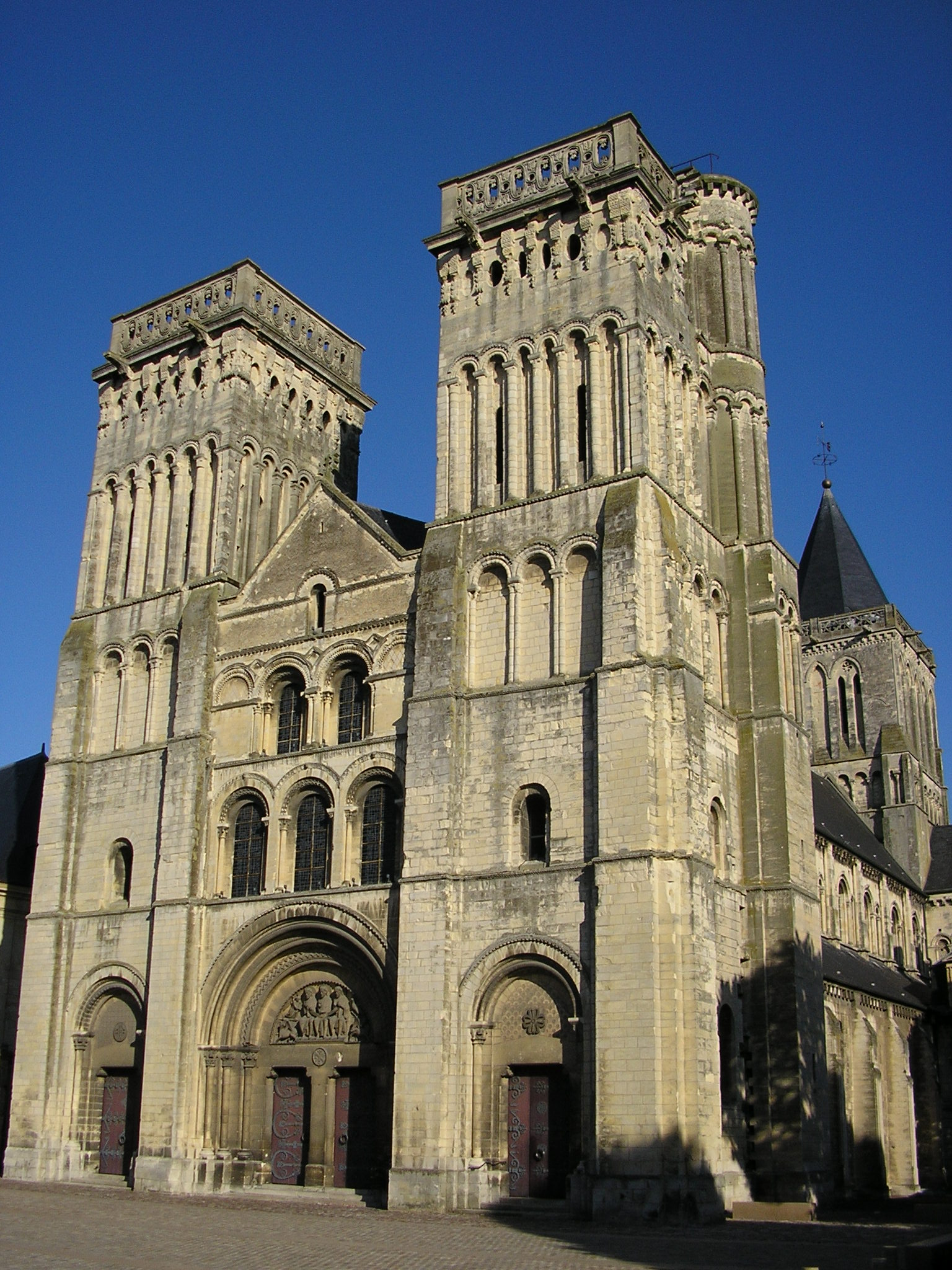
Kostel Sv. Trojice, Abbaye aux dames

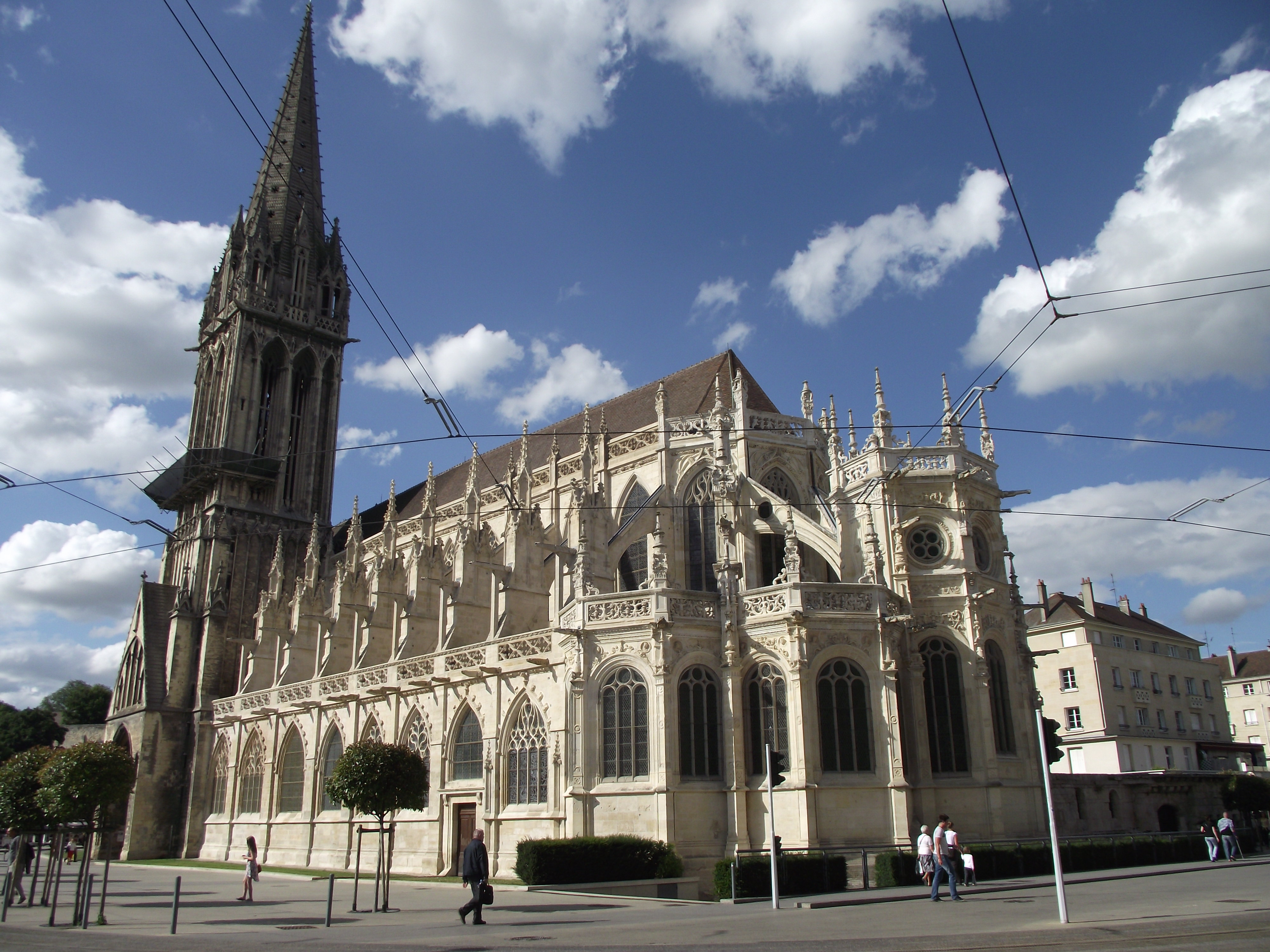
Kostel sv. Petra

## Administrativní dělení
Město se skládá z 22 čtvrtí.

## Historie
Jméno města je keltské a znamenalo „bitevní pole“. Od 1. století byla na místě pozdějšího Abbaye aux hommes římská osada, kterou koncem 3. století zničily nájezdy barbarů. V 7. století sem přišli misionáři z Bayeux a postavili patrně několik drobných kostelíků. Město je poprvé popsáno roku 1027 v listině kláštera Fécamp pod názvem Cathim na řece Orne s kostely, vinicemi, loukami, mlýny, tržištěm, přístavem a souvisejícími osadami. 
Vilém Dobyvatel vstoupil do sídla Caen roku 1025, a proto si město v roce 2025 přípomíná milénium svého založení. On a jeho manželka Matylda Flanderská zde kolem roku  1060 dali postavit hrad na obranu svého území. Sňatek se uskutečnil bez svolení církve a papež Lev IX. jej odmítl uznat z důvodu příbuzenství manželů. Orderic Vitalis manžele dokonce z církve exkomunikoval. Uznali své pochybení a jako pokání založili dva vlastní benedikinské kláštery, mužský s kostelem sv. Štěpána (kde byl pohřben Vilém) a ženský s kostelem sv. Jiljí (kde jepohřbena Matylda). 
Roku 1092 zde anglický král Vilém II. Ryšavý uzavřel se svým bratrem, normanským vévodou Robertem II. smlouvu, která ukončila jejich spory. Na začátku stoleté války roku 1346 město dobyl a vyplundroval anglický král Eduard III., který odtud táhl k vítězné bitvě u Kresčaku (Crécy), kde padl také český král Jan Lucemburský. Stoletá válka spolu s pandemií moru z roku 1348 (zvanou "Černá smrt") město značně vyčerpaly.
Roku 1417 dobyl Caen anglický král Jindřich V. a město zůstalo pod anglickou správou do roku 1450. Jindřich VI. dal roku 1432 založit v Caen univerzitu s kostelem Krista Spasitele (Saint Saveur), její budovy byly zničeny válečným bombardováním, ale jako instituce funguje dodnes.
V 16. a 17. století město velmi prosperovalo díky řemeslům a dálkovému obchodu. Jeho rozkvět zastavilo vypuzení protestantů (Edikt nantský) roku 1685. 
30. prosince 1775 došlo k jednomu z nejsilnějších zemětřesení, jaké kdy zasáhlo Normandii. V epicentru v Caen mělo odhadovanou intenzitu 7. stupně stupnice MSK.
Za francouzské revoluce po pádu girondistů se generál Louis-Felix De Wimpfen roku 1793 v Caen neúspěšně pokusil o povstání proti jakobínům. Girondisté pak hledali v Caen útočiště a připojili se k nim i zdejší monarchisté společnosti Carabotů. Nedostatek náboru do federalistické armády přiměl absolventku zdejší klášterní školy a politickou aktivistku Charlottu Cordayovou  k radikálnímu rozhodnutí odjet 9. července 1793 ze Caen do Paříže, aby zavraždila Jeana-Paula Marata.
Roku 1857 byl otevřen plavební kanál ze Caen k moři a o rok později bylo město připojeno k železnici. Koncem druhé světové války bylo město těžce poškozeno za spojenecké invaze a zejména pak během bitvy o Caen, kdy byly zničeny dvě třetiny civilních staveb. Původní plány Spojenců počítaly s obsazením Caen do tří dnů, ale  o město se bojovalo 34 dnů a bylo z velké části zničeno.  Rekonstrukce začala díky americké pomoci brzy a trvala do roku 1962.

## Doprava
Systém veřejné dopravy se skládá ze sítě Twisto (dříve CTAC), která od roku 2017 provozuje přibližně čtyřicet autobusových a tramvajových linek, včetně čtyř „Lianes“ (linky vysoké úrovně služeb), kloubových nízkoprahových tramvají se zvláštními oddíly pro přepravu kol. Bezplatná kyvadlová doprava funguje od pondělí do pátku mezi 7:30 a 20:00 do centra města, obsluhuje hlavní městská zařízení, od vlakového a autobusového nádraží až ke hradu. Od roku 2002 do roku 2017 mělo město dvě tramvajové linky na pneumatikách (linky A a B) využívající technologii TVR. Od července 2019 místo nich jezdí tři klasické tramvajové linky, včetně jedné (linka T2) obsluhující Caenský poloostrov.
Kromě toho má město zhruba padesát kilometrů cyklostezek národní i evropské evidence (EV 4), od 22. března 2008 se systémem samoobslužných jízdních kol. Cyklostezky jsou vyznačeny na úkor chodníků jako samostatné dvouproudové silnice.

## Hospodářství
Od středověku až do začátku 20. století se v okolí těžil žlutavý vápenec, ze kterého je postavena většina monumentálních staveb ve městě. Vůdčí průmysl postupně od 90. let 20. století vystřídal obchod a služby.

## Památky
- Hrad (Château de Caen) vybudoval Vilém Dobyvatel okolo roku 1060; rozlohou 5,5 ha patří mezi největší v západní Evropě. Sloužil jako hrad a po francouzské revoluci jako vojenská ovpevnost až do 20. století. V současnosti v něm sídlí Oblastní muzeum archeologie, historie a etnografie Normandie a Muzeum krásných umění (s expozicí malířství 14. až 21. století). Uvnitř mohutných hradeb jsou – kromě základů staveb zpřístupněny románský věžový palác (donjon) se Šachovnicovým sálem (Salle de l’Échiquier) z 12. století, gotický kostel sv. Jiří a barokní palác guvernérů s naučným muzeem pro děti.
- Mužské opatství sv. Štěpána (Abbaye aux Hommes), bývalý klášter benediktinů, založený roku 1087 a zrušený roku 1793, s trojlodním románským kostelem sv. Štěpána, vysvěceným roku 1077. Mohutná budova opatsství slouží z větší části městskému úřadu. Kostel je asi 100 m dlouhý se dvěma věžemi v průčelí, příčnou lodí a osmibokou věží s lucernou nad křížením. Výzdobou bohatý chór byl přestavěn kolem 1200 v přechodném románsko-gotickém slohu a regotizován ve 2. polovině  19. století. V chóru je hrob Viléma Dobyvatele, hrob byl poničen protestanty v 16. století a revolucionáři po roce 1789, nyní jej kryje moderní náhrobní deska.
- Ženské opatství sv. Jiljí (Abbaye aux Dames), bývalý klášter benediktinek s dívčí školou (damenstift), založený roku 1066, byl přestavěn v první polovině 18. století; klášter je rovněž sídlem městského úřadu, románská trojlodní bazilika Svaté Trojice s příčnou lodí je dlouhá 80 m, v transeptu je pod původní románskou nápisovou deskou pohřbena Matylda Flanderská, zakladatelka kláštera. Dále jsou zde tři náhrobky abatyší ze 12.-15. století- Kostel je bohatě vyzdoben oltáři z 15.-19. století, vitráže v závěru byly do oken doplněny po druhé světové válce.
- Městský kostel svatého Petra (Église Saint Pierre) je gotická trojlodní bazilika, stavba ze 14.–16. století, s hranolovou věží v průčelí, a renesančním chórem, vně završeným ochozem s balustrádou.
- Gotický kostel sv. Jana (Église Saint Jean) stojí na místě římského pohřebiště a křesťanské svatyně ze 7. století, byl postavem jako trojlodní gotický chrám, regotizovaný v 19. století a renovovaný po druhé světové válce.
- Gotický univerzitní kostel sv. Salvátora (Église Saint-Sauveur le vielle) stojí ve středu města na náměstí vzniklém demolicí středověké univerzitní budovy, dochovala se středn loď, s jednou věží. Od založení byl sídlem univerzity, nyní je odsvěcený a slouží pro příležitostné výstavy současných výtvarných umělců.
- Kaple Božího hrobu/Svatého náhrobku (Sainte Sépulcre) stojí na návrší východně od hradu
- Kaple Svatého míru (Chapel Sainte Paix), románská stavba s plastickou výzdobou.
- Věž Leroy, je půlválcová stavba, torzo středověké brány do přístavu, stojící na objezdu mezi kostelem sv. Petra a hradem.
- Vévodský palác z 15. století, v centru města
- Měšťanské domy ze 14.–18. století mají převážně hrázděné konstrukce normanského lidového domu.

## Muzea
- Muzeum míru (Memorial pour la Paix), vmuzeum válečné historie první a především druhé světové války s důrazem na vylodění Spojenců v Normandii a osvobození města v červnu-červenci 1944
- Muzeum Normandie prezentuje oblastní sbírky archeologie od prehistorie, přes historii a etnografii do konce 20. století. Sídlí na hradě
- Muzeum krásných umění' (Musée des beaux Arts) je především galerií francouzského a zčásti italského malířství od 14. do 21. století; expozici doplňují příklady sochařství a uměleckých řemesel. Sídlí v moderní budově, vestavěné do vybombardovaných prostor hradu.

Chapel Sainte Paix), románsko-gotická jednolodní stavba se středověkou plastickou výzdobou

## Vzdělávání
- Univerzita, založená roku 1432, sídlí v moderní čtvrti severovýchodně od hradu; nyní má 4 kampusy a 25 tisíci studenty.
- Institut universitaire de technologie (Univerzitní institut technologie)
- ESAM, École supérieure des arts et médias (Vysoká škola umění a médií) má dvě sídla: Caen a Cherbourg
- École de management de Normandie, (Škola managementu v Normandii)

## Galerie

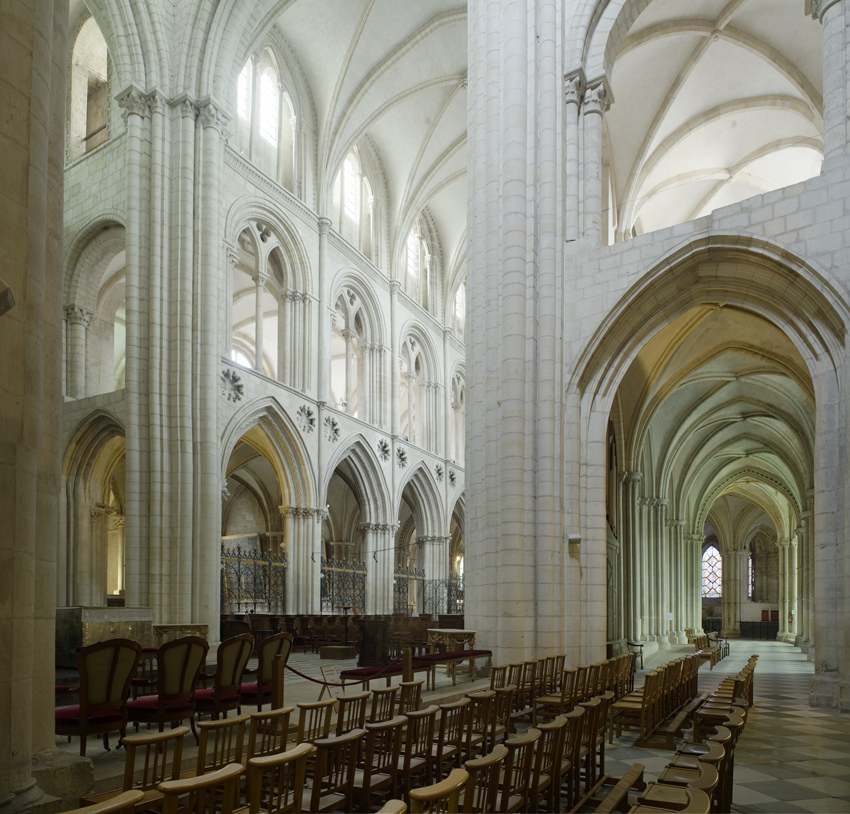
Opatský kostel sv. Štěpána
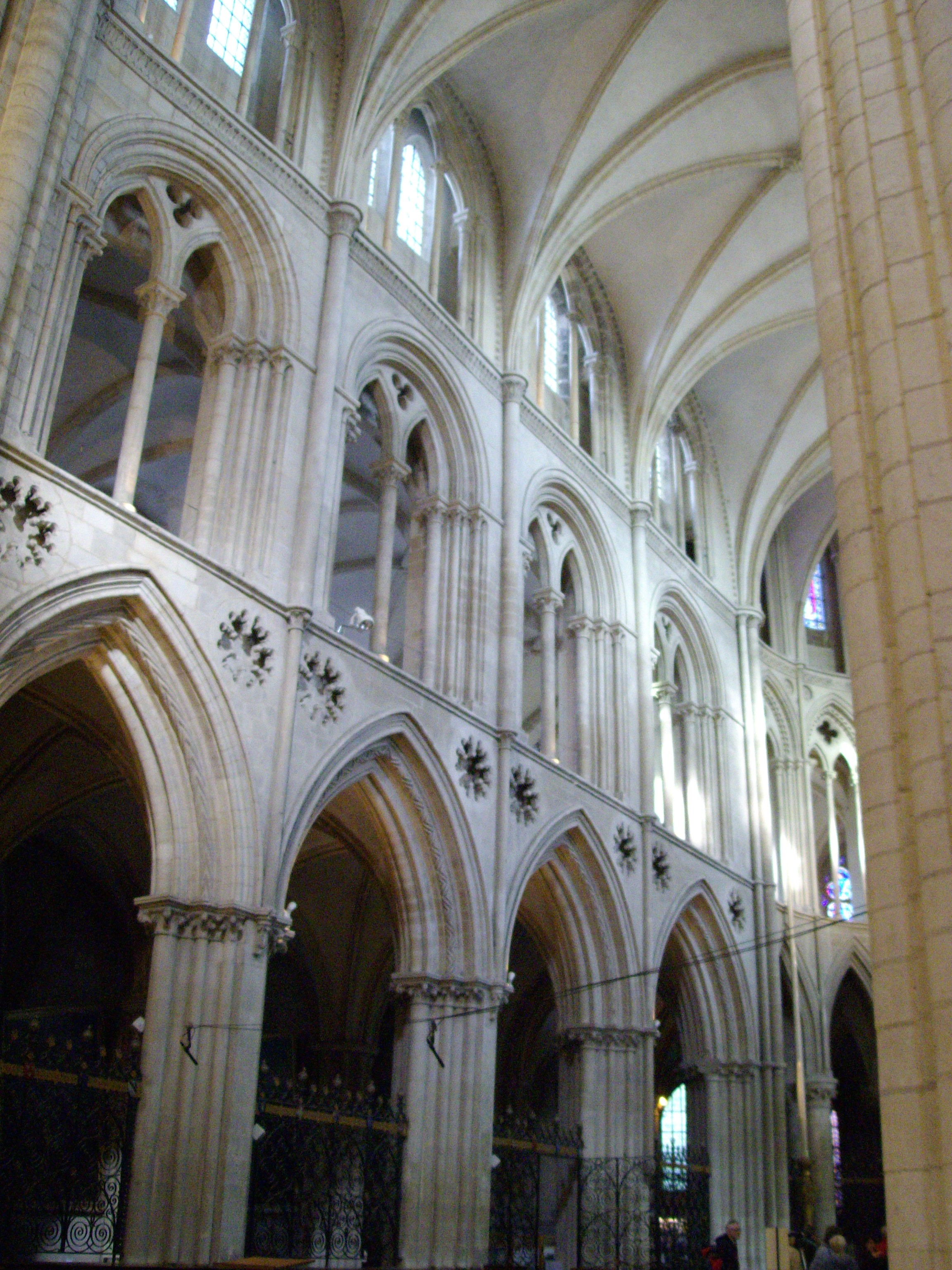
Kostel sv. Štěpána
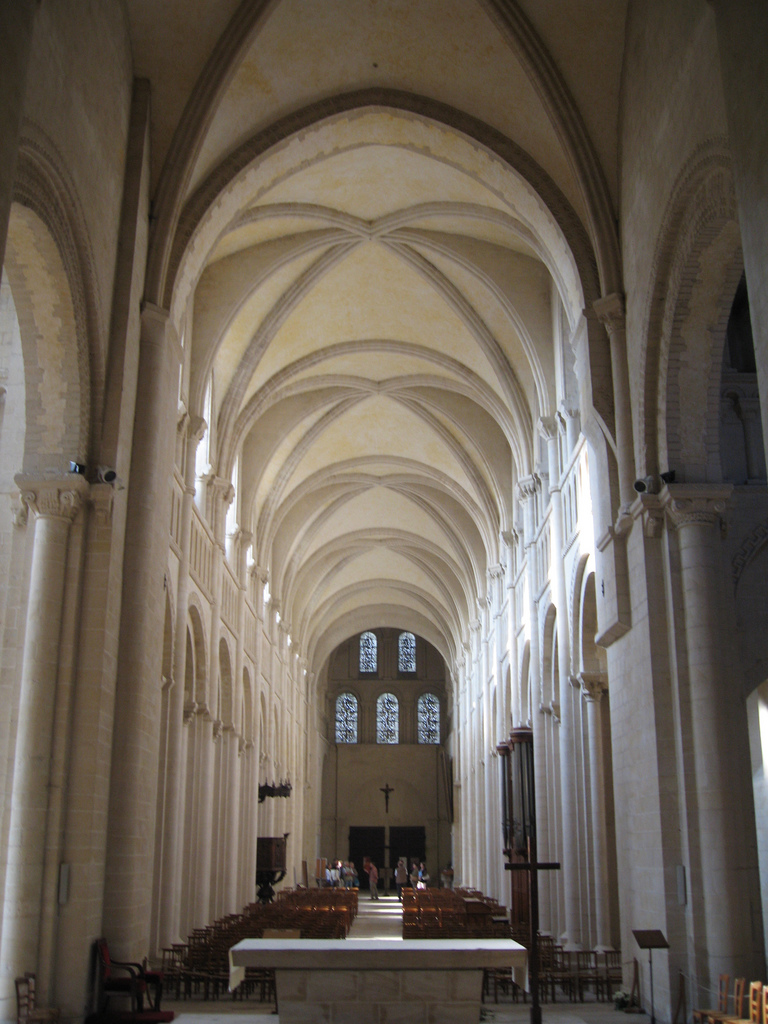
Kostel Nejsv. Trojice, pohled do lodi
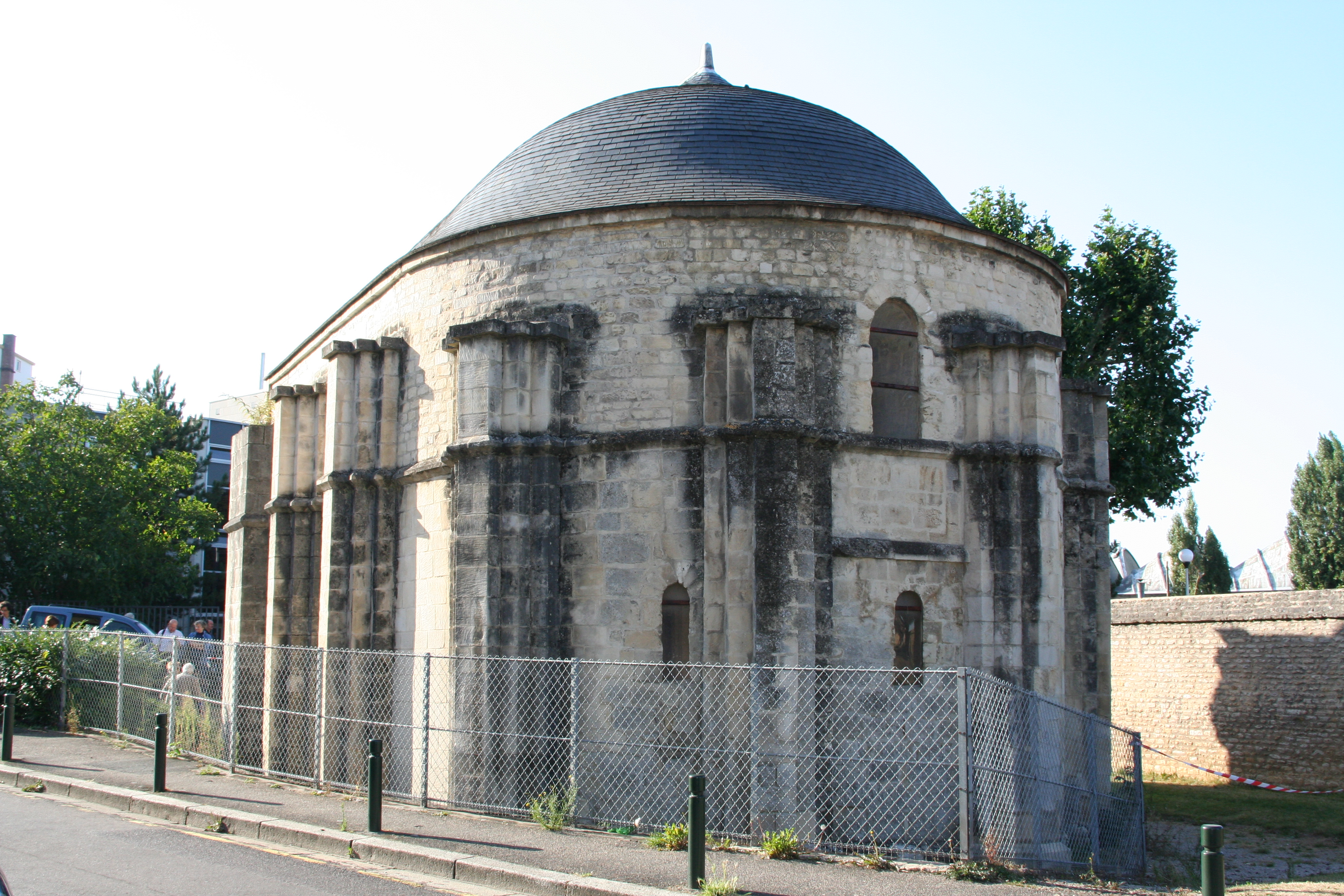
Kaple Svatého míru
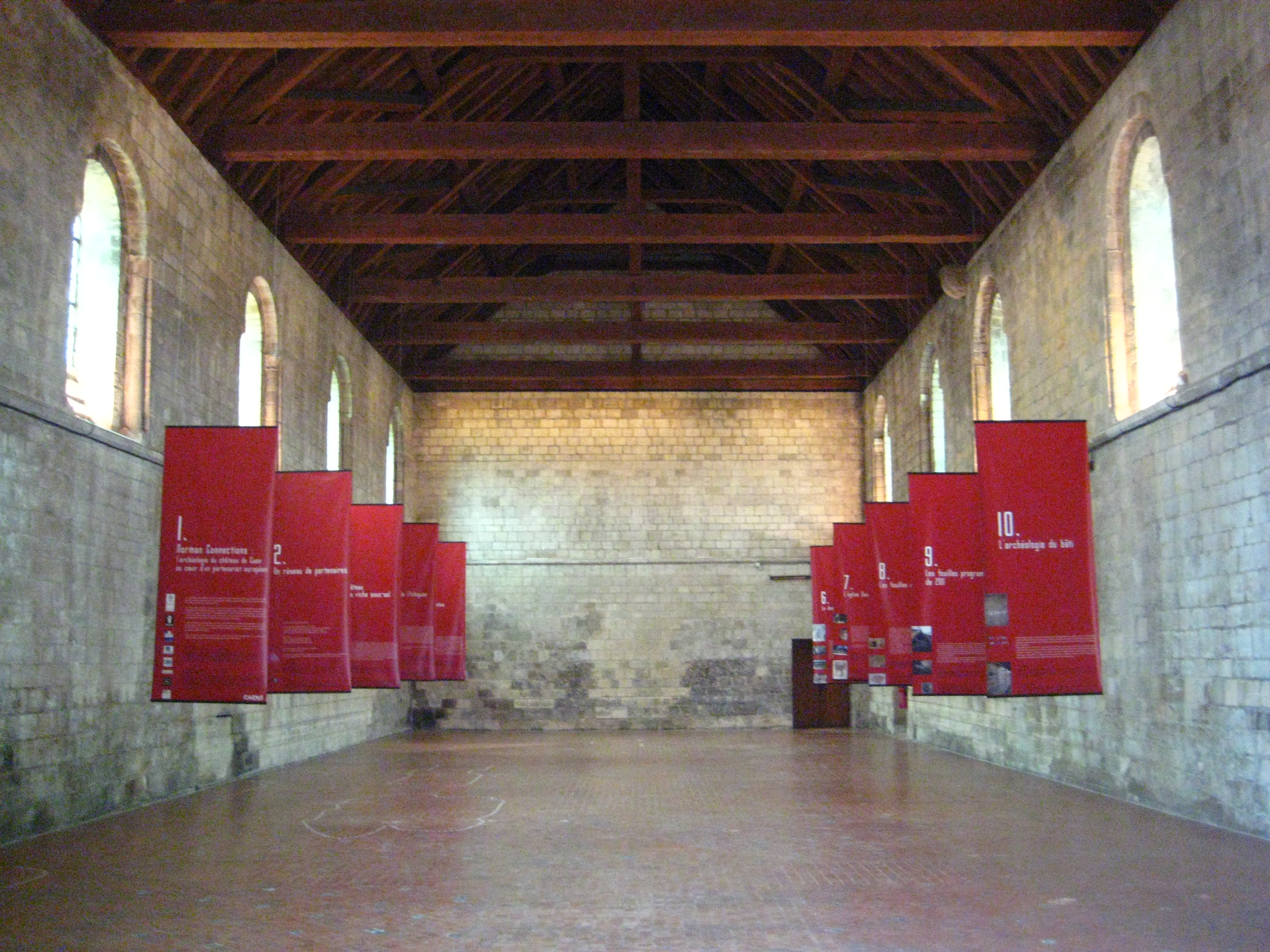
Šachovnicový sál hradu
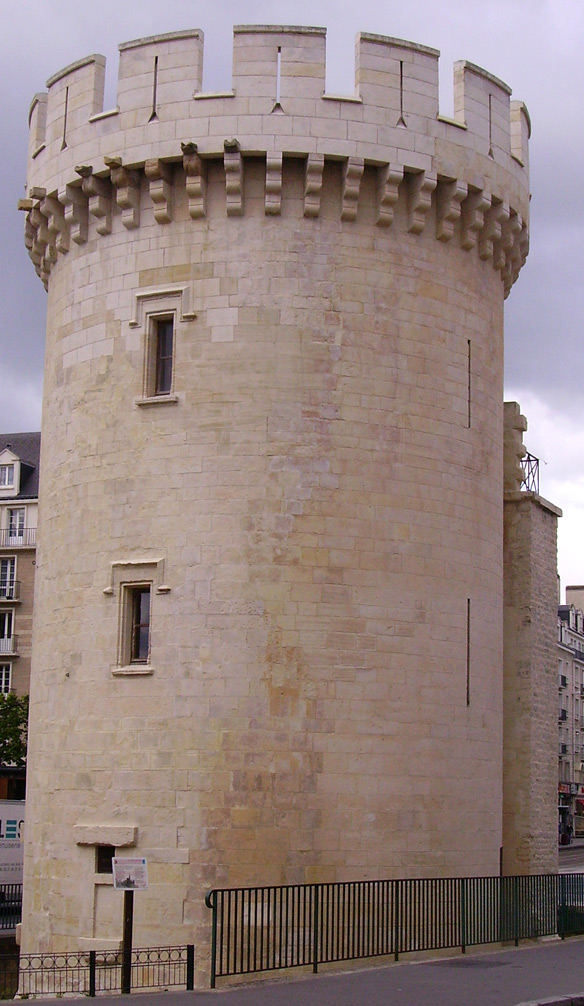
Věž Leroy

## Slavní obyvatelé města
- Guillaume Gosselin (16. století), matematik
- Charles de Bourgueville (1504—1593), historik
- Jacques Daléchamps (1513—1588), přírodovědec
- Jean Bertaut (1552—1611), básník
- François de Malherbe (1555—1628), básník
- Robert Angot de l'Éperonnière (1581—?), básník
- François de Cauvigny de Colomby (1588—1648), spisovatel
- François Le Métel de Boisrobert (1592—1662), dramatik
- Tanneguy Lefebvre (1615—1672), filozof
- Jean Regnault de Segrais (1624—1701), básník
- Pierre-Daniel Huet (1630—1721), spisovatel
- Jean-Baptiste Belin (1653—1715), malíř
- Pierre Varignon (1654—1722), matematik
- Hyacinthe Robillard d'Avrigny (1675—1719), historik
- Yves-Marie André (1675—1764), jezuita a spisovatel
- René de Renneville (1677—1723), spisovatel
- François-Henri Turpin (1709—1799), historik
- Anne-Louise Élie de Beaumont (1729—1783), spisovatel
- Jacques Clinchamps de Malfilâtre (1732—1767), básník
- J. Hector St John de Crèvecoeur (1735—1813), spisovatel
- Gervais de La Rue (1751—1835), historik
- Jean-François Moulin (1752—1810), generál
- Antoine Le Bailly (1758—1833), vypravěč
- François-Joseph Quesnot (1765—1805), matematik
- Pierre-Simon Girard (1765—1835), inženýr
- Alexandre-Étienne Choron (1771—1834), muzikolog
- Henri-David-Désiré de Mangneville (1771—1847), geolog
- Hippolyte-Victor Collet-Descotils (1773—1815), chemik
- George Brummell (1778—1840), dandy
- Gabriel Henri Chatry de la Fosse (1779—1848), generál
- Eugène Gabriel Louis d'Hautefeuille (1779—1846), generál
- Jacques-Amand Eudes-Deslongchamps (1794—1867), přírodovědec a paleontolog
- Étienne Mélingue (1807—1875), sochař
- Charles Longuet (1839—1903), novinář
- Léon Lecornu (1854—1940), inženýr
- Gabriel Dupont (1878—1914), skladatel
- René Le Somptier (1884—1950), filmař
- Guy de Lioncourt (1885—1961), varhaník
- André Danjon (1890—1967), astronom
- Charlotte Clasis (1891—1974), herečka
- Marie-Pierre Kœnig (1898—1970), maršál
- Roger Grenier (* 1919), spisovatel
- Alain Duhamel (* 1940), novinář
- Jean-Luc Préel (* 1940), politik
- Laure Adler (* 1950), spisovatel
- Alain Genestar (* 1950), novinář
- Olivier Barroux (* 1964), komik
- Denis Perez (* 1965), fotbalista
- Caryl Ferey (* 1967), spisovatel
- Léa Drucker (* 1972), herečka
- Cyrille Josselyn (* 1973), herec

## Partnerská města
- Alexandria, USA
- Coventry, Spojené království
- Nashville, USA
- Portsmouth, Spojené království
- Anzio, Itálie
- Thiès, Senegal
- Lévis (Québec, Kanada
- Würzburg, Německo
- Ochrid, Severní Makedonie
- Reșița, Rumunsko